# Галичанинъ (1862)
Галичанинъ — львівський літературний збірник москвофільського спрямування. Публікував поетичні твори, оповідання, а також етнографічні, бібліографічні, релігійні, церковно-обрядові статті та інші матеріали. Редактори-видавці: Яків Головацький і Богдан Дідицький. Виходив у 1862–1863 роках.

## Основні дані
Опис: «Литературный сборникъ». Видавець і редактор: Яків Головацький і Богдан Дідицький (випуски 1 і 2), Богдан Дідицький (випуск 3/4). Адреса редакції: не подана.
Вийшло:
- 1862 — кн. 1 вип. 1
- 1863 — кн. 1 вип. 2-3/4

Обсяг:
- 194 с. (вип. 1)
- 171 с. (вип. 2)
- 327 с. (вип. 3/4)

Формат: 23 × 16 см. Друк: друкарня Ставропігійського інституту.

## Тематика
Разом із «Словом» «Галичанинъ» був головним речником москвофільського руху в Галичині на початку 1860-х років, поширюючи літературне та релігійне москвофільство.
Публікував поетичні твори, оповідання, а також етнографічні, бібліографічні, релігійні, церковно-обрядові статті та інші матеріали.

## Дописувачі
Зокрема, тут друкували поезію та оповідання Олександр Кониський (під псевдонімами Ф. Верниволя та Сирота з України), Іван Гушалевич, Олександр Духнович, Омелян Огоновський, Юрій Федькович, Олексій Торонський, Сидір Воробкевич (Данило Млака), Пантелеймон Куліш, Маркелл Попель, Анатолій Кралицький, Олексій Заклинський, Іван Озаркевич, Микола Устиянович, Василь Залозецький, Данило Мордовцев, Платон Костецький, Микола Костомаров, Омелян Партицький.